# Sigismund von Schrattenbach
Sigismund III Christoph Comte von Schrattenbach, né le 28 février 1698 à Graz et mort le 16 décembre 1771 à Salzbourg, a été Prince-Archevêque de Salzbourg de 1753 à 1771.

## Biographie
Il est né à Graz, Styrie, fils du Comte Otto Heinrich von Schrattenbach et de Maria Theresa, Comtesse de Wildenstein et veuve baronne de Gall von Gallenstein. Après des études à Salzbourg, Schrattenbach est allé à Rome pour étudier la théologie. Il a été ordonné prêtre à l'âge de 25 ans le 10 janvier 1723. Il a intégré le chapitre de Salzbourg en 1733. Après la mort de l'archevêque Ernst Jakob von Liechtenstein-Kastelkorn Schrattenbach a été nommé en 1747 par le chapitre gouverneur du château de Hohenwerfen, plus tard également doyen de la cathédrale et conseiller privé.
Après la mort d'Andreas Jakob von Dietrichstein en 1753, le chapitre de la cathédrale a élu le nouvel archevêque avec beaucoup de difficulté. Ce n'est qu'au 13e jour de l'élection et au 50e vote que la décision a été prise. Avec onze voix sur vingt, la majorité s'est prononcée pour Schrattenbach contre Josef Maria Graf Thun, évêque de Gurk. Le comte Schrattenbach était plus susceptible de répondre aux vœux de la population de Salzbourg que le comte Thun, qui était complètement détesté. Cependant Schrattenbach n'était pas populaire parmi le peuple. Schrattenbach lui-même a considéré son choix comme venant du Saint-Esprit, ainsi il ne s'est donc pas senti obligé vis-à-vis du chapitre. Le 7 mai 1753, il a fait son entrée solennelle dans la ville. Le 16 décembre de cette année, le comte Thoune l'a ordonné évêque.
Pendant son mandat, Leopold Mozart ainsi que son fils Wolfgang Amadeus ont été nommés membres de l'orchestre de la cour épiscopale. En 1763, Michael Haydn a été engagé comme compositeur de la cour.
Schrattenbach est décédé à Salzbourg, âgé de 73 ans. Son service funéraire le 2 janvier 1772 comprenait la création du Requiem Missa pro defunctis Archespiscopo de Michael Haydn  écrit en son honneur. Schrattenbach a eu comme successeur le Comte Hieronymus von Colloredo, le dernier prince-archevêque de Salzbourg avant la sécularisation de 1803. Michael Haydn resta à Salzbourg sous le règne de Colloredo. Wolfgang Amadeus Mozart, d'autre part, est parti peu de temps après.

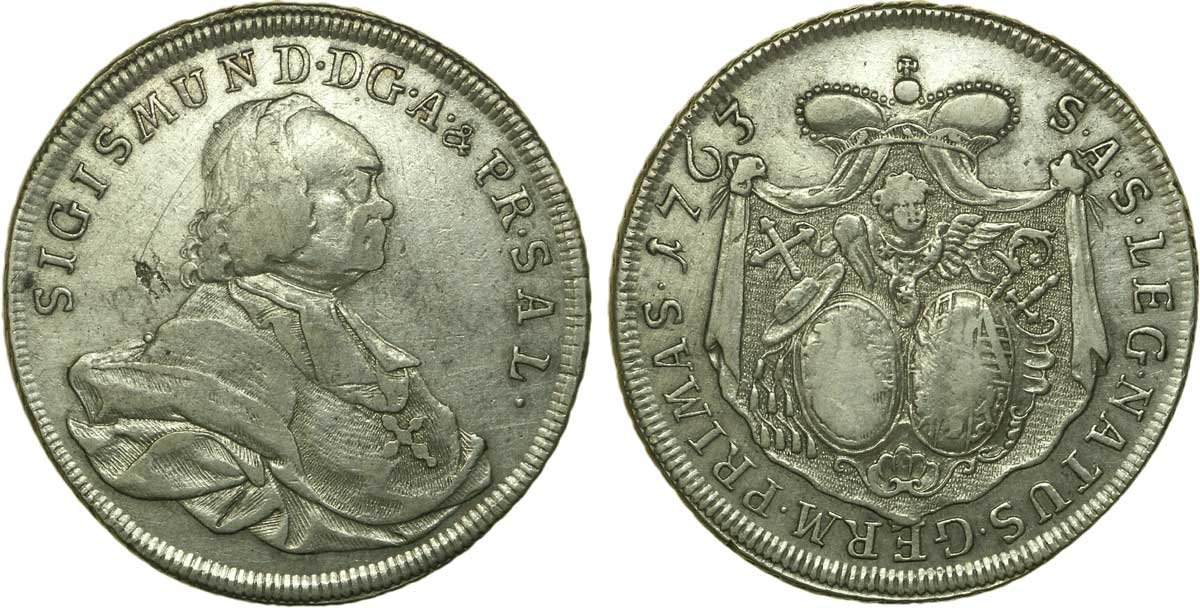
Sigismund III. Christoph von Schrattenbach, 1763